# Тинит
Тинит (таб. ТинитI) — село в Табасаранском районе Республики Дагестан (Россия). Административный центр сельского поселения «Сельсовет Тинитский».

## География
Расположено на склонах хребта Кӏару яркур на высоте 450—500 м над уровнем моря в долине реки Рубас. Находится в 18 км от Хучни — районного центра Табасаранского района.
Ближайшие соседи:
- С юга — Бурганкент.
- На западе — Фиргиль и Туруф.
- На севере — Цанак.

## Население
| 1895  | 1926 | 1939 | 1970  | 1989  | 2002  | 2010  |
| ----- | ---- | ---- | ----- | ----- | ----- | ----- |
| 201   | ↗300 | ↗370 | ↗1179 | ↗1369 | ↗1600 | ↘1384 |
| 2021  |      |      |       |       |       |       |
| ↘1306 |      |      |       |       |       |       |

## История
В 1488 году здесь объединёнными силами лезгин и табасаранов было разгромлено войско Гейдара Сефеви.
84 жителя села Тинит участвовали в Великой Отечественной войне.
В 1967 году села Ружник и Тинит объединены в один населённый пункт село Тинит, также в них переселили жителей разрушенных сёл Хулюг и Джахтыг.

## Инфраструктура

### Образование и дошкольное воспитание
- Тинитская СОШ.[12]
- МКДОУ «Тинитский детский сад «Ручеёк».[13]
- Библиотека.[14]

### Культура
- Дом культуры.[14]

### Здравоохранение
- Врачебная амбулатория.[15]

### Экономика
- КФХ «Девлет.[16]

### Транспорт и связь
- Отделение почтовой связи.[17]
- Тинит связан с Махачкалой и Дербентом пригородным автобусным маршрутом.[18][19]

## Археология
В 0,5 км к северо-востоку от села Тинит, по левому борту ручья, протекающего вдоль северо-западных отрогов хребта Карасырт и впадающего в реку Рубас, находится многослойная палеолитическая стоянка Тинит-1. Нижние археологические горизонты стоянки Тинит-1 по данным абсолютного датирования имеют возраст более 43 700 лет назад.

## В кинематографе
В селениях Тинит и Тураг был снят короткометражный фильм на табасаранском языке «Бурж (Долг)» режиссёра Тахмины Гаджикеримовой, уроженки Турага; фильм вышел в 2023 году.

## Известные уроженцы
- Уруджева Избат Нухтаровна — художник-живописец, член Союза художников РД и РФ. Обладатель Гранта Президента РД в области культуры и искусства (2008 г.), участник международных и республиканских выставок с 1984 г. Произведения автора находятся в коллекциях России, Германии, Израиля, США, в музеях Дагестана.[23][24]